# پاین هاربر (تگزاس)
پاین هاربر (به انگلیسی: Pine Harbor) یک منطقهٔ مسکونی در ایالات متحده آمریکا است که در شهرستان مرین، تگزاس واقع شده‌است. پاین هاربر ۸۱۰ نفر جمعیت دارد و ۸۹٫۰ متر بالاتر از سطح دریا واقع شده‌است.